# Chiesa dei Santi Pietro e Paolo (Onsernone)
La chiesa dei Santi Pietro e Paolo a Crana, frazione di Onsernone in Canton Ticino, venne eretto nel 1676. Le due cappelle laterali furono aggiunte nel biennio 1821-1822. Il campanile è del 1834.
Tra il 1886 ed il 1905 fu aggiunta la parte finale del coro, prolungata la navata, inserito un soffitto piano di gesso, e terminata la facciata, scandita da lesene che reggono un timpano rettangolare affrescato con i due Santi titolari.
Il soffitto della navata reca un ampio dipinto con la "Majestas Domini" del 1991, dipinta da Angelo Celsi.